# Bud Luckey
William Everett "Bud" Luckey (28. juli 1934 i Billings, Montana – 24. februar 2018 i Newtown, Connecticut) var en Oscar-vindende amerikansk komiker og skuespiller.